# 唐娜·哈特利
唐娜·哈特利（英語：Donna Hartley，1955年5月1日—2013年6月7日），英国女子田径运动员。她曾代表英国参加1972年、1976年和1980年夏季奥林匹克运动会田径比赛，其中1980年奥运会获得一枚铜牌。